# Kirundi
Kirundi (též rundi) je jazyk skupiny bantu, kterým mluví 8 milionů obyvatel Burundi a burundské menšiny (většinou uprchlíci) žijící v sousedních zemích (Tanzanie a Demokratická republika Kongo), jakož i v Ugandě. 84% kirundských rodilých mluvčí jsou Hutuové, 15% Tutsiové a 1% pygmejský kmen Batwa (Twa). Kirundi je vzájemně srozumitelná s rwandštinou, jež je úředním jazykem sousední Rwandy, asi jako čeština a slovenština.

## Rozšíření
Kirundi je spolu s francouzštinou úředním jazykem Burundi. Mimo tyto dva jazyky je v Burundi používána také svahilština, zejména v obchodních čtvrtích hlavního města Bujumbury.

## Příklady

### Číslovky
| Kirundi   | Česky |
| rimwe     | jeden |
| kabiri    | dva   |
| gatatu    | tři   |
| kane      | čtyři |
| gatanu    | pět   |
| gatandatu | šest  |
| indwi     | sedm  |
| umunani   | osm   |
| icenda    | devět |
| icumi     | deset |

## Fráze
| Základní fráze                                        | Základní fráze                                                                     |
| ----------------------------------------------------- | ---------------------------------------------------------------------------------- |
| Ego                                                   | ano                                                                                |
| Oya                                                   | ne                                                                                 |
| Uravuga icongereza?                                   | Mluvíte anglicky?                                                                  |
| Bite?                                                 | Co se děje?/Co je nového?                                                          |
| Mwaramutse                                            | Dobrý den./Dobré ráno.                                                             |
| Mwiriwe                                               | Dobrý večer. (používá se kdykoli během dne zdravíme-li někoho podruhé, potřetí...) |
| Yambu                                                 | Ahoj                                                                               |
| Amahoro                                               | mír (používá se i jako pozdrav)                                                    |
| Amata                                                 | mléko                                                                              |
| Umukate                                               | chléb                                                                              |
| Amavuta                                               | máslo, olej                                                                        |
| Ibitoke                                               | banány (zelené)                                                                    |
| Umwami                                                | král                                                                               |
| Umuntu                                                | člověk                                                                             |
| Umugabo                                               | muž                                                                                |
| Umugore                                               | žena                                                                               |
| Umwana                                                | dítě                                                                               |
| Umutima                                               | srdce                                                                              |
| Amahera                                               | peníze                                                                             |
| Inzoga                                                | alkoholický nápoj (obecně - pivo, víno,...)                                        |
| Ejo                                                   | zítra/včera (vyplývá z kontextu)                                                   |
| Nzoza ejo/Nzoz'ejo                                    | Přijdu zítra.                                                                      |
| Ubu                                                   | teď                                                                                |
| Faransa/Ubufaransa                                    | Francie                                                                            |
| Ngereza/Ubwongereza                                   | Anglie                                                                             |
| Leta zunz'ubumwe z'amerika                            | Spojené státy americké                                                             |
| Ubudagi                                               | Německo                                                                            |
| Ububirigi                                             | Belgie                                                                             |
| Uburaya                                               | Evropa                                                                             |
| Ikirundi n'ikinyarwanda bisa nk'igi czek n'igi slovak | Kirundi a rwandština jsou natolik podobné jako čeština a slovenština.              |

## Vzorový text

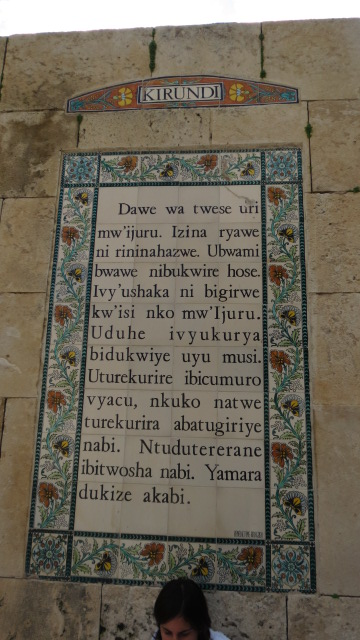
Modlitba otčenáš v kirundi

Otče náš (modlitba Páně):
Data wa
twese wo mw'ijuru,
izina ryawe ni ryubahwe